# Karl Grunsky

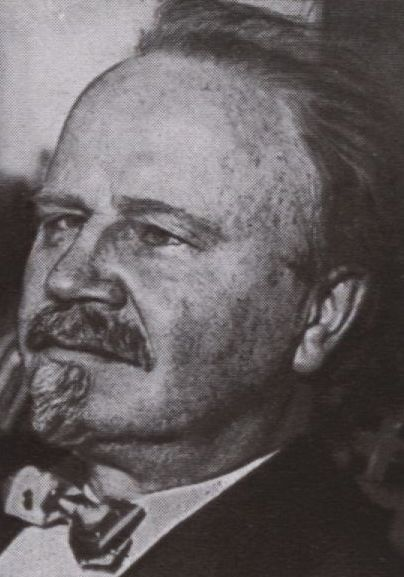
Karl Grunsky, um 1933

Karl Wilhelm Siegfried Grunsky (* 5. März 1871 in Schornbach; † 3. August 1943 in Vaihingen an der Enz) war ein deutscher Historiker und Musikschriftsteller.

## Leben
Grunsky war der Sohn eines Pfarrers. Er besuchte die Evangelischen Seminare Maulbronn und Blaubeuren und das Evangelische Stift Tübingen, wurde aber nicht Pfarrer, sondern Schriftsteller. 1893 wurde er promoviert. Sein Hauptinteresse galt der klassischen Musik, er schrieb jedoch auch zu anderen Themen. Besonders viele seiner Schriften widmeten sich Richard Wagner und Anton Bruckner. Grunsky veröffentlichte daneben Musik-Editionen und -Bearbeitungen.
Grunsky gründete den Württembergischen Brucknerverband, dessen Vorsitzender er von 1926 bis 1940 war. Er hielt öffentliche Vorträge und war Theaterkritiker des Stuttgarter NS-Kurier. Vermutlich Ende 1930 war er der NSDAP beigetreten (Mitgliedsnummer 420.223). An den Titeln seiner Publikationen lässt sich schon früh völkisches und antisemitisches Gedankengut erkennen, nach der nationalsozialistischen „Machtergreifung“ sprechen die Titel seiner Publikationen eine noch deutlichere Sprache. Seine Nähe zum NS-Staat zeigt sich auch daran, dass Grunsky zu seinem 70. Geburtstag Glückwunschtelegramme von Adolf Hitler und vom württembergischen Gauleiter Wilhelm Murr erhielt.

## Veröffentlichungen (Auswahl)
- Hrsg.: Aus der Zeitschrift Gegen den Strom! Drück, Cannstatt 1894 (Digitalisat).
- Hrsg.: Spemanns goldenes Buch der Musik ein Hauskunde für Jedermann. 2. Auflage, Spemann, Berlin u. a. 1900.
- Musikgeschichte seit Beginn des 19. Jahrhunderts. 2 Bde., Göschen, Leipzig 1902.
- Musikgeschichte des 18. Jahrhunderts. Göschen, 2 Bde. Göschen, Leipzig 1914.
- Bachs Kantaten: Eine Anregung. In: Die Musik.. Bd. 3 (1903/04), Heft 14, S. 95–98.
- Anton Bruckner, Neunte Sinfonie: in d-Moll. Schlesinger, Berlin 1903 (Schlesinger’sche Musik-Bibliothek. A, Musikführer; 283a/b).
- Musikgeschichte des 17. und 18. Jahrhunderts. Göschen, Leipzig 1905 (Sammlung Göschen; 239).
- Hrsg.: 4. bis 8. Oktober 1906. Hugo Wolf-Fest in Stuttgart. Festschrift. Grüninger, Stuttgart 1906.
- Musikästhetik. Göschen, Leipzig 1907 (Sammlung Göschen; 344).
- Bruckner’s Symphonien. Erläuterungen mit Notenbeispielen. Schlesinger, Berlin 1907 (Die Schlesingersche Musikbibliothek. C, Meisterführer; 4).
- Anton Bruckner: Sechste Sinfonie A dur. Schlesinger, Berlin 1908 (Der Musikführer; 308)
- Anton Bruckner: Erste Sinfonie C moll. Schlesinger, Berlin 1908 (Der Musikführer; 304)
- Gedichte. Müller, Stuttgart 1909.
- Die Technik des Klavierauszugs: entwickelt am dritten Akt von Wagners Tristan. Breitkopf & Härtel, Leipzig 1911.
- mit Alexander Eisenmann: Das Musikstudium: Betrachtungen und praktische Winke eines Fachmannes. Auer, Stuttgart 1919 (Auer's Schriften für musikalische Bildung; 1)
- Richard Wagner und die Juden. Deutscher Volksverlag, München ca. 1920 (Deutschlands führende Männer und das Judentum; 2).
- Geistesleben und Judentum. Deutsch-Völkische Verlags-Anstalt, Hamburg 1920 (Hammer-Schläge; 14).
- Das Christus-Ideal in der Tonkunst: mit 11 Vollbildern in Tonätzung und 3 Notenbeilagen. C.F.W. Siegel’s Musikalienhandlung (R. Linnemann), Leipzig 1920 (Die Musik; 37/38).
- Hrsg.: Brucknerfestbuch. Bayreuther Bund Stuttgart 1921.
- Anton Bruckner. Engelhorn, Stuttgart 1922.
- Franz Liszt. Kistner & Siegel, Leipzig, ca. 1924 (Die Musik; 15).
- Bearb.: Anton Bruckner: Symphonien No. 1–9 für zwei Klaviere zu 4 Händen. 9 Bde. Peters, Leipzig ca. 1927.
- Hugo Wolf. Kistner & Siegel. Leipzig 1928 (Die Musik; 52).
- Musik und Volksgemeinschaft. In: Zeitschrift für Musik, Bd. 98 (1931), S. 206–208 (Digitalisat).
- Betrachtungen. Selbstverlag, Stuttgart 1932.
- Der Kampf um deutsche Musik. Walther, Stuttgart 1933 (Der Aufschwung. Künstlerische Reihe; 1).
- Lessing und Herder als Wegbereiter Richard Wagners. Walther, Stuttgart 1933 (Der Aufschwung. Künstlerische Reihe; 4).
- Luthers Bekenntnisse zur Judenfrage. Walther, Stuttgart 1933 (Der Aufschwung. Deutsche Reihe; 2).
- Warum Hitler? Eine Antwort nach seinem Kampfbuch. Walther, Stuttgart 1933 (Der Aufschwung. Deutsche Reihe; 1).
- Fichtes Weckruf im deutschen Frührot. Walther, Stuttgart 1933 (Der Aufschwung. Deutsche Reihe; 3).
- Richard Wagner. Walther, Stuttgart 1933 (Der Aufschwung. Künstlerische Reihe; 3).
- Volkstum und Musik. Verlag der Burgbücherei (Langguth), Esslingen 1934.
- Musikalische Erziehung am Klavier. Verlag der Burgbücherei (Langguth), Esslingen 1934.
- Fragen der Bruckner-Auffassung: zum 6. Internationalen Brucknerfest in Zürich. Börsig, Zürich 1936.

## Ehrungen
- 1941: Brucknermedaille[6]